# Моека Минами
Моека Минами (јап. 南 萌華; 7. децембар 1998) јапанска је фудбалерка.

## Репрезентација
За репрезентацију Јапана дебитовала је 2019. године. За тај тим одиграла је 10 утакмица.

## Статистика
| Јапан  | Јапан | Јапан |
| Год.   | Ута.  | Гол.  |
| ------ | ----- | ----- |
| 2019   | 10    | 0     |
| Укупно | 10    | 0     |